# Bellowhead
I Bellowhead sono un gruppo di folk contemporaneo inglese. Bormati nel 2004 rimasero attivi fino al 2016 per poi riformarsi nel 2020.

## Storia dei Bellowhead
Il gruppo composto da 11 elementi si è formato nel 2004 dall'iniziativa dai due musicisti John Spiers and Jon Boden che come Spiers and Boden avevano alle spalle un lustro di collaborazione musicale, nel gruppo è presente una sezione di ottoni a 4 elementi che in alcuni brani fanno accostare il gruppo alle tipiche orchestre est europee.
Il loro repertorio è fatto di brani originali e cover di canzoni folk, canti di pescatori e brani ballabili, il gruppo è conosciuto soprattutto per i loro concerti coinvolgenti che hanno permesso al gruppo di ottenere più volte il BBC Folk Award.
La prima apparizione del gruppo è avvenuta nel 2004 durante l'Oxford Folk Festival. Il buon successo ottenuto il gruppo pubblica un primo EP autoprodotto E.P. Onymous.
L'anno successivo ottengono il BBC Radio 2 Folk Awards per il miglior concerto dal vivo.
Nel 2006 pubblicano per la Westpark il primo album Burlesque che vede la presenza Gideon Juckes al basso tuba e che si ispira alle guerre napoleoniche. Nel 2007 ottengono il premio sia come miglior gruppo che per il miglior concerto sempre al BBC Radio 2 Folk Awards
Nel 2008 il loro secondo album Matachin, suonano al festival londinese The Proms. Il violinista Giles Lewin viene sostituito da Sam Sweeney. Il gruppo viene chiamato per la registrazione di un pezzo per l'episodio del ventesimo anno dei Simpsons.
Nel 2010 entra Ed Neuhauser al posto di Gideon Juckes, il gruppo pubblica il terzo album Hedonism registrato agli Abbey Road Studios.
Dopo la pubblicazione di altri 2 album (Broadside (2012)) e Revival 2014) si sciolsero nel 2016 realizzando un album dal vivo di commiato (Bellowhead Live - The Farewell Tour) per poi riformarsi nel 2020.

## Formazione attuale
- John Spiers (voce, violino, tamburello)
- Jon Boden (fisarmonica diatonica, concertina)
- Benji Kirkpatrick (chitarra, bouzouki, mandolino)
- Paul Sartin (violino, oboe)
- Rachael McShane (violoncello)
- Ed Neuhauser (sousafono, helicon, tuba)
- Pete Flood (percussioni)
- Andy Mellon (tromba)
- Brendan Kelly (sassofono)
- Justin Thurgur (trombone)
- Sam Sweeney (violino, cornamusa)

## Discografia
- 2006 - Burlesque
- 2008 - Matachin
- 2010 - Hedonism
- 2012 - Broadside
- 2014 - Revival
- 2016 - Bellowhead Live - The Farewell Tour
- 2021 - Reassembled